# 1660 en santé et médecine
| Années de la santé et de la médecine : 1657 - 1658 - 1659 - 1660 - 1661 - 1662 - 1663    |
| Décennies de la santé et de la médecine : 1630 - 1640 - 1650 - 1660 - 1670 - 1680 - 1690 |

Cet article présente les faits marquants de l'année 1660 en santé et médecine.

## Événements
- 28 novembre : fondation de la Royal Society[1].

## Publications
- Guy de La Brosse (c.1586-1641) publie De la nature, vertu, et utilité des plantes[2].
- Nicaise Le Febvre (c.1610-1669) publie son Traicté de la chymie[3].

## Naissances
- 19 février : Friedrich Hoffmann (mort en 1742), médecin et chimiste allemand[4].
- 15 mars : Olof Rudbeck le Jeune (mort en 1740), explorateur, naturaliste et médecin suédois, professeur à l'Université d'Uppsala en 1692[5],[6].
- 16 avril : Hans Sloane (mort en 1753), médecin, naturaliste et collectionneur irlandais[7].

## Décès
- 15 mars : Louise de Marillac (née en 1591) aristocrate française, fondatrice avec  saint Vincent de Paul des Filles de la Charité[8].